# Pol celeste

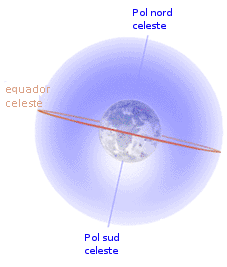
Els pols celestes nord i sud i l'equador celeste.

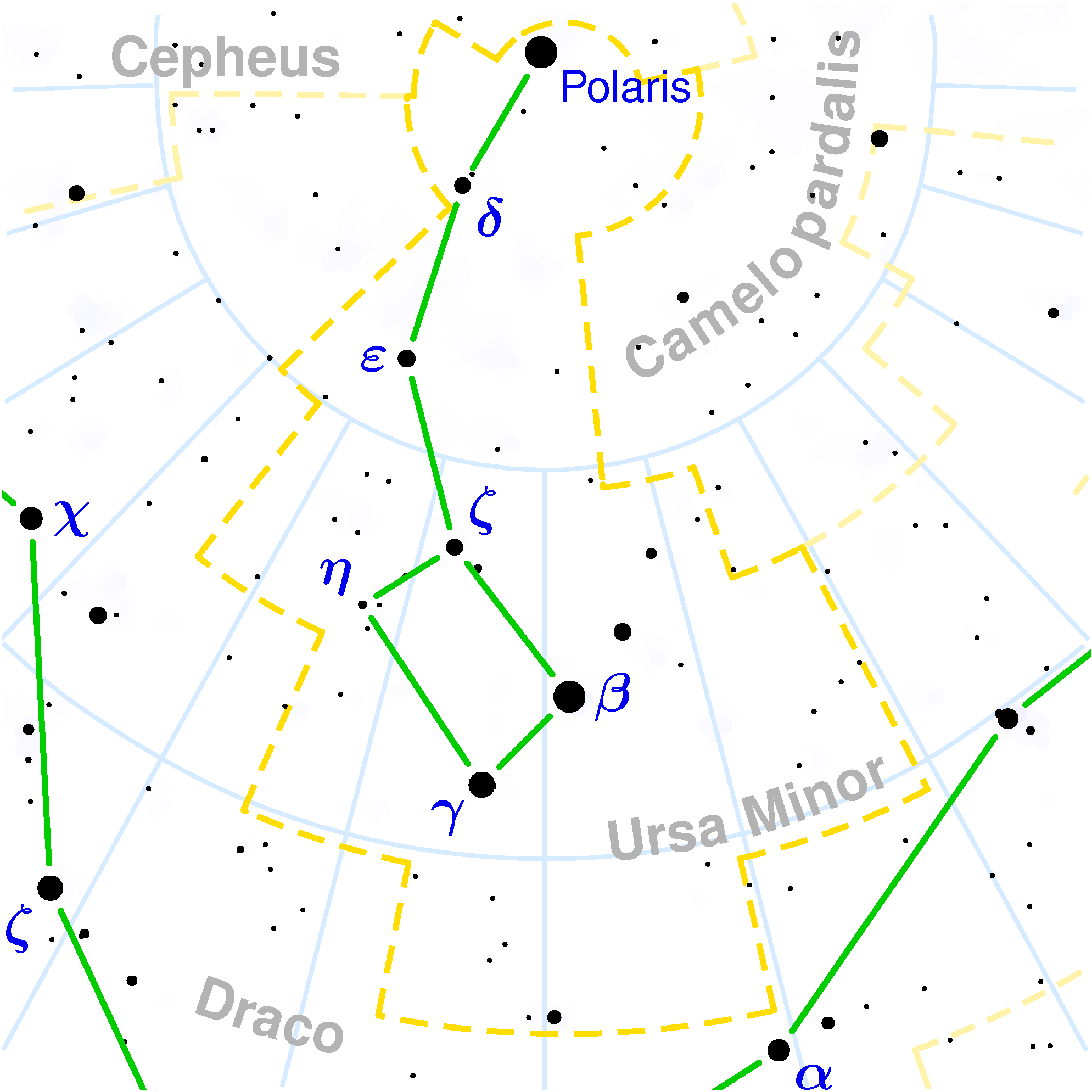
Mapa de l'Ossa Menor

Els pols celestes són cadascun dels dos punts, Pol Nord celeste i Pol Sud celeste, on l'eix de rotació de la Terra talla l'esfera celeste.
Per efecte de la precessió dels equinoccis, els pols celestes es desplacen amb relació a les estreles, i en conseqüència, l'estrela polar en cada hemisferi no és la mateixa a través dels anys. Actualment, l'estrela polar en l'hemisferi nord és la situada en l'extrem de la cua (alfa) de l'Ossa Menor per ser la més pròxima al pol, del que dista menys d'un grau, encara se li anirà acostant més i l'any 2100 no distarà d'ell més de 28'. A partir d'aquest moment, el pol s'allunyarà d'esta estrela la qual no tornarà a ser la polar fins a uns 25.780 anys després.
Cap a l'any 1930, el Pol Nord celeste va passar junt a una estrela de magnitud 11, la qual va haver de rebre per uns anys el nom de Polarísima. Actualment el pol s'allunya d'ella a raó de 20" per any. El període d'aquest moviment de precessió és de 25.780 anys i va disminuint secularment. D'altra banda, els pols de l'eclíptica al voltant dels quals es mouen els pols celestes, no són invariables, perquè el pla de l'eclíptica oscil·la lentament a causa de les pertorbacions que pateix la Terra per part d'altres planetes.